# هيو هاستينغز
هيو هاستينغز (بالإنجليزية: Hugh Hastings)‏ هو كاتب أسترالي، ولد في 1917 في سيدني في أستراليا، وتوفي في 26 نوفمبر 2004.

## وصلات خارجية
- هيو هاستينغز على موقع IMDb (الإنجليزية)
- هيو هاستينغز على موقع قاعدة بيانات برودواي على الإنترنت (الإنجليزية)
- هيو هاستينغز على موقع قاعدة بيانات الفيلم (الإنجليزية)